# Lahden Mailaveikot
Lahden Mailaveikot är en bobollsklubb i Lahtis i Päijänne-Tavastland. Den grundades 3 januari 1929 och spelar sina hemmamatcher i Lahtis sportpark. Lahden Mailaveikot har vunnit herrarnas finska mästerskap åtta gånger och damernas finska mästerskap en gång. Säsongen 2021 spelar både klubbens herr- och damlag i respektive Finlandsserie.

## Meriter

### Finska mästerskapet för herrar
- Guld  1929, 1930, 1931, 1932, 1949, 1950, 1951 och 1952
- Silver 1933, 1948 och 1953
- Brons 1934

### Finska mästerskapet för damer
- Guld 1931
- Silver 1933
- Brons 1932 och 1938